# Wladimir Tscherkassow
Wladimir Tscherkassow (russisch Владимир Черкасов; * 1. Februar 1941) ist ein ehemaliger sowjetischer Radrennfahrer und nationaler Meister im Radsport.

## Sportliche Laufbahn
1964 siegte er in der nationalen Meisterschaft im Mannschaftszeitfahren.
Zweimal fuhr er die Internationale Friedensfahrt. 1968 schied er aus und 1969 wurde er 13. der Gesamtwertung. Das Gelbe Trikot des Spitzenreiters trug er an acht Tagen. 1968 musste er nach einem Sturz auf der 13. Etappe das Rennen als Spitzenreiter aufgeben.